# 대서유럽

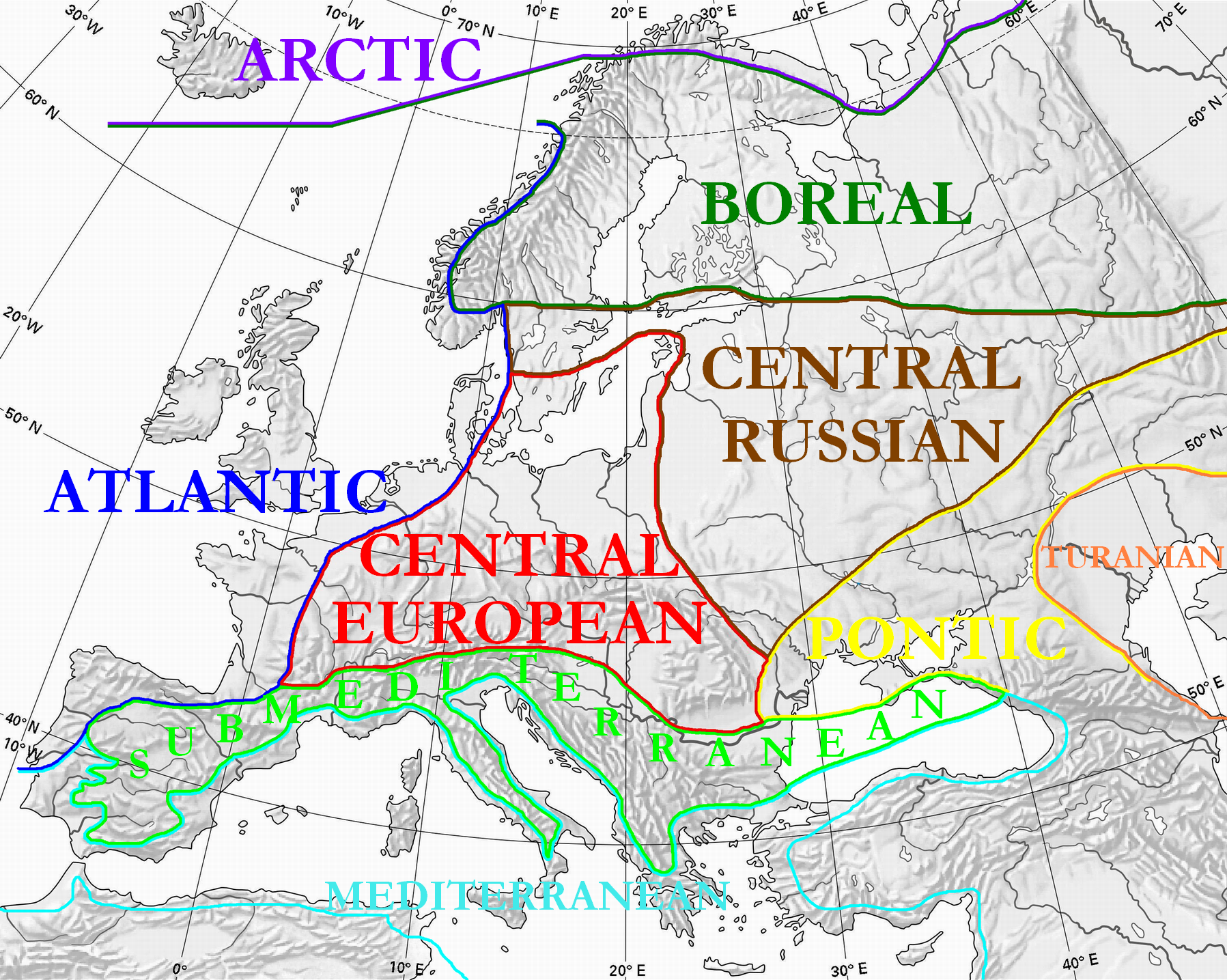

대서유럽(大西 ──, Atlantic Europe)은 유럽 서부 중 대서양에 접하는 지역을 일컫는 인류학적 명칭이다. 또는 문화적 단위 및 생물지리학적 지역으로서의 대서유럽을 가리킬 때도 "대서유럽"이라는 말을 쓸 수 있다.
대서유럽에 속하는 지역은 브리튼 제도(그레이트브리튼섬과 아일랜드섬), 벨기에, 네덜란드, 포르투갈 북부, 에스파냐 서북부, 프랑스 서부 및 서남부, 스칸디나비아 서부, 독일 북부가 있다.
상술한 지역들의 기후 및 전반적인 물질환경은 비슷하다(스칸디나비아와 발트 지역만 예외). 지형도 유사하고 자생하는 식물 및 동물종도 비슷하다. 대서유럽의 해안선 지역 대부분은 그 자체로 별개의 생물지리학적 지역으로 간주될 수도 있다. 대서유럽 지역은 유럽-시베리아 식물지역의 일부이다.

## 같이 보기
- 켈트족